# Ложкин, Сергей Васильевич (депутат)

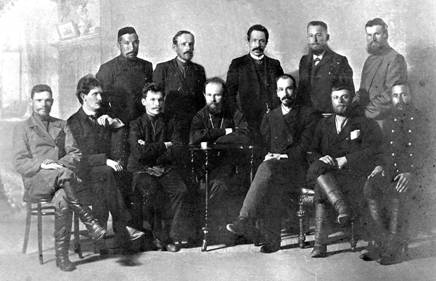
Члены государственной Думы Первого созыва от Вятской губернии. Слева — направо, сидят: С. Я. Тумбусов, В. С. Нечаев, П. Ф. Целоусов, о. Н. В. Огнёв, И. Н. Овчинников, И. О. Кузнецов, Е. П. Мамаев; стоят: Ш. Х. Хусаинов, Н. И. Бирюков, С. В. Ложкин, П. А. Садырин, В. С. Вихарев.

Сергей Васильевич Ложкин (1868 — ?) — врач, депутат Государственной думы I созыва от Вятской губернии.

## Биография
Сын священника. Выпускник медицинского факультета Казанского университета. Заведовал Пижанской земской больницей на 15 коек, основанной в 1893 году. Служил земским врачом в Яранске Вятской губернии. Много работал по народному просвещению. Состоял членом общества взаимопомощи учащим (то есть педагогам). Член Яранского комитета партии Народной свободы, принадлежал к левому крылу кадетов.
16 апреля 1906 избран в Государственную думу I созыва от общего состава выборщиков Вятского губернского избирательного собрания. После избрания в Думу был уволен губернатором. Вошёл в Конституционно-демократическую фракцию. Подписал проект «33-х» по аграрному вопросу.
В 1910 году из города Сумы прислал телеграмму соболезнований семье скончавшегося бывшего председателя Первой Государственной Думы С. А. Муромцева, телеграмма помещена в книге «Венок на могилу Сергея Андреевича Муромцева».
Дальнейшая судьба и дата смерти неизвестны.